# Чапля Олексій Степанович
Олексі́й Степа́нович Ча́пля — капітан медичної служби Збройних сил України.
Працює у Винниківському госпіталі. Під час війни лікував поранених вояків в Селидівській районній лікарні. Ортопед-травматолог.

## Нагороди
За особисту мужність, сумлінне та бездоганне служіння Українському народові, зразкове виконання військового обов'язку відзначений — нагороджений
- орденом Богдана Хмельницького III ступеня (3.11.2015).